# Sybra elongatissima
Sybra elongatissima là một loài bọ cánh cứng trong họ Cerambycidae.